# 派厄斯·蘭加
派厄斯·蘭加（1939年3月25日—2013年7月24日），前南非憲法法院首席法官。他在2001年成為副首席法官，並在2005年由塔博·姆貝基晉升為首席大法官。他在2009年10月退休。